# The Home Breakers (film 1915)
The Home Breakers è un cortometraggio muto del 1915 diretto da Walter Wright. Il regista non appare accreditato.

## Produzione
Il film fu prodotto dalla Keystone Film Company con il titolo di lavorazione Bank Story.

## Distribuzione
Distribuito dalla Mutual Film, il film - un cortometraggio in due bobine - uscì nelle sale cinematografiche statunitensi il 1º febbraio 1915. Ne fu fatta una riedizione con il titolo Other People's Wives.
Copia della pellicola esiste in un positivo a 8 mm.